# Karlskoga (comuna)
Karlskoga (em sueco: Karlskoga kommun) é uma comuna da Suécia localizada no condado de Örebro. Sua capital é a cidade de Karlskoga. Possui 468 quilômetros quadrados e segundo censo de 2018, havia 30 419 habitantes.